# Едуардо Солаече
Едуардо Солаече (22 листопада 1993) — іспанський плавець.
Учасник Олімпійських Ігор 2016 року.